# Super Liga de Uzbekistán 2023
La temporada 2023 de la Super Liga de Uzbekistán fue la 32.ª temporada de la máxima categoría del fútbol en Uzbekistán desde 1992. Comenzó el 3 de marzo y finalizó el 1 de diciembre. El Pajtakor Tashkent fue el campeón defensor.

## Equipos

### Intercambio de plazas
| Pos.  | Ascendidos de la Pro Liga 2022 |
| ----- | ------------------------------ |
| 1.°   | Andijon                        |
| 2.°   | Buxoro                         |
| Prom. | Turon Yaypan                   |

| Pos.  | Descendidos a la Pro Liga 2023 |
| ----- | ------------------------------ |
| Prom. | Lokomotiv Tashkent             |
| 13.°  | Kokand 1912                    |
| 14.°  | Dínamo Samarcanda              |

Los clubes Lokomotiv, Kokand y Dinamo Samarcanda fueron relegados de categoría. Por otra parte ascendieron Andijon, como campeón de la Primera Liga de Uzbekistán 2022, Buxoro y Turon Yaypan.

### Equipos participantes
| Club               | Ciudad    | Estadio               | Capacidad |
| ------------------ | --------- | --------------------- | --------- |
| AGMK               | Olmaliq   | OKMK Sport Majmuasi   | 12 000    |
| Neftchi Fergana    | Ferganá   | Fergana               | 20 000    |
| Bunyodkor          | Taskent   | Bunyodkor             | 34 000    |
| FK Buxoro          | Bujará    | Buxoro Sport Majmuasi | 25 520    |
| Turon Yaypan       | Yaypan    | Uzbekistán            | 5000      |
| FC Andijon         | Andijon   | Soghlom Avlod         | 18 360    |
| Metallurg Bekabad  | Bekobod   | Metallurg Bekabad     | 15 000    |
| Nasaf Qarshi       | Qarshi    | Markaziy              | 16 000    |
| Navbahor Namangan  | Namangán  | Markaziy              | 22 000    |
| Pajtakor           | Taskent   | Pakhtakor Markaziy    | 35 000    |
| Qizilqum Zarafshon | Zarafshon | Yoshlar               | 12 500    |
| Sogdiana Jizzakh   | Yizaj     | Sogdiana              | 11 650    |
| Surkhon Termez     | Termez    | Alpamish              | 6000      |
| Olympic            | Taskent   | JAR                   | 8500      |

## Desarrollo

### Clasificación
| Pos. | Equipo           | Pts. | PJ | G  | E  | P  | GF | GC | Dif. | Clasificación 2024-25                      |
| ---- | ---------------- | ---- | -- | -- | -- | -- | -- | -- | ---- | ------------------------------------------ |
| 1    | Pajtakor (C)     | 53   | 26 | 16 | 5  | 5  | 41 | 25 | +16  | Fase de liga de la Liga de Campeones Élite |
| 2    | Nasaf            | 48   | 26 | 13 | 9  | 4  | 31 | 16 | +15  | Fase de grupos de la Liga de Campeones 2   |
| 3    | Navbahor         | 47   | 26 | 14 | 5  | 7  | 44 | 19 | +25  |                                            |
| 4    | AGMK             | 46   | 26 | 13 | 7  | 6  | 43 | 34 | +9   |                                            |
| 5    | Neftchi Fergana  | 45   | 26 | 11 | 12 | 3  | 33 | 18 | +15  |                                            |
| 6    | Surkhon          | 40   | 26 | 11 | 7  | 8  | 28 | 24 | +4   |                                            |
| 7    | Andijon          | 40   | 26 | 12 | 4  | 10 | 27 | 25 | +2   |                                            |
| 8    | Bunyodkor        | 37   | 26 | 10 | 7  | 9  | 30 | 33 | −3   |                                            |
| 9    | Olympic          | 31   | 26 | 8  | 7  | 11 | 26 | 32 | −6   |                                            |
| 10   | Metallurg        | 30   | 26 | 8  | 6  | 12 | 26 | 35 | −9   |                                            |
| 11   | Sogdiana         | 27   | 26 | 7  | 6  | 13 | 29 | 38 | −9   |                                            |
| 12   | Qizilqum (O)     | 25   | 26 | 6  | 7  | 13 | 22 | 33 | −11  | Play-off de permanencia                    |
| 13   | Turon Yaypan (D) | 16   | 26 | 3  | 7  | 16 | 16 | 41 | −25  | Descenso a la Uzbekistán Pro League        |
| 14   | Buxoro (D)       | 15   | 26 | 4  | 3  | 19 | 12 | 35 | −23  | Descenso a la Uzbekistán Pro League        |

 Fuente: Socceway
Criterios de clasificación: Puntos · Enfrentamientos directos · Diferencia de goles · Goles a favor · Puntos fair-play · Play-off.
Notas:
1. ↑  Campeón de la Copa de Uzbekistán 2023.

### Resultados
| Local \ Visitante | AGM | AND | BUN | BUX | TUR | NEF | MET | NAS | NAV | PAK | QIZ | SOG | SUR | OLY |
| ----------------- | --- | --- | --- | --- | --- | --- | --- | --- | --- | --- | --- | --- | --- | --- |
| AGMK              |     | 2–1 | 2–3 | 3–1 | 2–1 | 1–1 | 2–4 | 1–1 | 2–1 | 1–2 | 4–0 | 3–2 | 2–3 | 2–1 |
| Andijon           | 0–1 |     | 0–3 | 1–0 | 2–1 | 0–2 | 5–0 | 0–0 | 2–1 | 1–0 | 2–0 | 1–2 | 0–0 | 2–1 |
| Bunyodkor         | 1–1 | 2–1 |     | 1–2 | 0–0 | 2–1 | 1–0 | 1–1 | 1–5 | 1–2 | 2–2 | 0–2 | 0–1 | 1–1 |
| Buxoro            | 0–1 | 0–1 | 0–2 |     | 2–3 | 2–2 | 1–0 | 0–1 | 0–3 | 0–1 | 1–0 | 0–2 | 1–1 | 0–1 |
| Turon Yaypan      | 1–1 | 1–3 | 1–2 | 1–2 |     | 0–3 | 1–1 | 1–0 | 0–2 | 0–1 | 0–0 | 1–0 | 1–1 | 0–1 |
| Neftchi Fergana   | 2–2 | 0–0 | 1–0 | 3–0 | 1–1 |     | 1–0 | 2–1 | 0–0 | 2–1 | 1–0 | 0–0 | 1–1 | 0–1 |
| Metallurg         | 2–0 | 2–0 | 1–1 | 0–0 | 1–1 | 0–3 |     | 1–2 | 1–1 | 1–3 | 1–0 | 3–1 | 0–1 | 2–1 |
| Nasaf             | 2–0 | 0–1 | 0–1 | 1–0 | 2–1 | 2–0 | 2–0 |     | 0–0 | 0–0 | 0–0 | 0–0 | 3–2 | 3–0 |
| Navbahor          | 0–0 | 1–0 | 3–0 | 1–0 | 5–0 | 1–1 | 3–0 | 0–1 |     | 1–2 | 3–0 | 3–0 | 1–0 | 2–1 |
| Pajtakor          | 2–2 | 1–1 | 2–3 | 1–0 | 3–0 | 0–1 | 1–0 | 1–1 | 2–1 |     | 3–1 | 2–1 | 1–0 | 2–3 |
| Qizilqum          | 1–2 | 3–0 | 2–0 | 1–0 | 1–0 | 1–1 | 0–2 | 1–1 | 1–2 | 2–3 |     | 4–2 | 0–0 | 0–1 |
| Sogdiana          | 1–2 | 1–2 | 0–1 | 1–0 | 2–0 | 0–2 | 2–2 | 1–2 | 2–1 | 1–1 | 1–0 |     | 0–2 | 2–2 |
| Surkhon           | 1–3 | 1–0 | 1–0 | 2–0 | 1–0 | 2–2 | 1–0 | 1–2 | 1–2 | 1–2 | 1–2 | 1–0 |     | 1–0 |
| Olympic           | 0–1 | 0–1 | 1–1 | 1–0 | 2–0 | 0–0 | 1–2 | 1–3 | 2–1 | 0–2 | 0–0 | 3–3 | 1–1 |     |

## Play-off por la permanencia
| Promoción; 5 de diciembre | Kokand 1912 | 1 – 2   | Qizilqum                      | Estadio Markaziy, Kokand              |                                       |
| 14:00 (UTC+5)             | Shikhov 73' | Reporte | - Giyosov 5' - Kenzhaboev 23' | Árbitro(s): Abdurashid Khudoyberganov | Árbitro(s): Abdurashid Khudoyberganov |